# آنا کارن مورو
آنا کارن مورو (انگلیسی: Anna Karen Morrow؛ ۲۰ سپتامبر ۱۹۱۴ – ۱ ژوئیهٔ ۲۰۰۹) یک بازیگر و هنرپیشه سینما اهل ایالات متحده آمریکا بود.